# Exechia parava
Exechia parava är en tvåvingeart som beskrevs av Lundstrom 1909. Exechia parava ingår i släktet Exechia och familjen svampmyggor. Inga underarter finns listade i Catalogue of Life.